# Szczebrzeszyn
Szczebrzeszyn là một thị trấn thuộc huyện Zamojski, tỉnh Lubelskie ở đông-nam Ba Lan. Thị trấn có diện tích 29 km². Đến ngày 1 tháng 1 năm 2011, dân số của thị trấn là 5245 người và mật độ 180 người/km².